# Lago Palić
El lago Palić (serbio, Palićko jezero, Палићко језеро, húngaro, Palicsi-tó) es un lago situado a 8 km de Subotica, cerca de la ciudad de Palić, en Serbia. Abarca un área de 3,8 km². La profundidad media del algo es de 2 m.

## Historia y desarrollo
El origen del lago permanece oculto en el pasado. Se sabe que se ha secado en diversas ocasiones, siendo siempre rellenado. Se estableció un parque en 1840 cuando se descubrió que agua y lodo de la tierra baldía donde los vientos se vuelven salv ajes y el sol agosta todas las cosas vivientes tenía propiedades salubres. Se cuidó el ambiente natural del balneario. El Gran Parque ha sido desde entonces rediseñado y se ha replantado, ocupando originalmente una superficie de más de 86.000 metros cuadrados, llegando hoy a alrededor de 190.000 m².

## Rasgos
El lago de Palić se considera un área protegida y un Parque de la Naturaleza. Toda la costa del lago está bien arreglada y tiene alrededor de 17 km de largo. La costa es muy atractiva por sus senderos para caminar o montar en bicicleta. El manantial de agua mineral alcanza una temperatura de 25 °C, y el lodo del lago es rico en importantes sustancias minerales con características curativas. El lago Palić es un centro balneario.

## Turismo
El lago Palić es el destino turístico más popular en la Voivodina, y el quinto de Serbia. Ofrece varias atracciones para los visitantes, que llegan cada año en gran número. 